# Ignacio Anthony Catanello
Ignatius Anthony Catanello (Brooklyn, Nueva York, 23 de julio de 1938 - Brooklyn,  Nueva York, 11 de marzo de 2013) fue un obispo estadounidense de la Iglesia católica que ejerció el cargo de Obispo Auxiliar de Brooklyn de 1994 a 2010.

## Juventud
Catanello nació en Brooklyn, Nueva York, sus padres fueron Nicolás Catanello y María DeFalco. Asistió a la Escuela Santísima Trinidad y la Escuela Superior de Williamsburg. Después de la secundaria ingresó en el noviciado de la Orden de Agustinos Recoletos en Kansas City, Kansas, y luego pasó un año en el seminario antes de decidirse a seguir la vida de un sacerdote secular. A continuación, regresó a Nueva York para estudiar en la catedral de la universidad, el seminario de nivel universitario de la Diócesis de Brooklyn. También asistió a la St. Francis College, de donde obtuvo un título de licenciatura. Luego hizo sus estudios teológicos en el Seminario de la Inmaculada Concepción en Huntington.

## Sacerdote
Catanello fue ordenado sacerdote por el obispo Bryan McEntegart el 28 de mayo de 1966. El ministró sucesivamente en las parroquias de Santa Rita, Long Island City, St. Helen, Howard Beach, St. Ann, Flushing, y Nuestra Señora de los Ángeles, Bay Ridge.
A lo largo de su sacerdocio temprano, Catanello perseguido títulos de posgrado, obteniendo una maestría en teología y consejería de la Universidad de San Juan y un doctorado en estudios religiosos de la Universidad de Nueva York. Durante 27 años fue profesor de teología en San Juan como profesor adjunto, y la universidad lo honró con la Medalla a su Presidente en 1975 y un doctorado honorario de la ley en 1989. [1] Él también recibió el Premio por Servicios Distinguidos de La Guardia College, reconociendo su trabajo con la escuela en sus primeros años. A mediados de 1970, fue presidente del Senado y tanto 'de los sacerdotes diocesanos Consejos de Sacerdotes de Nueva York.
Nombrado vicario episcopal de la Vicaría Sur Queens en 1988 y un monseñor en 1989, se desempeñó en ese trabajo hasta 1991, cuando fue nombrado director del Seminario Preparatorio Catedral en Elmhurst.

## Obispo
El 28 de junio de 1994, Catanello fue nombrado Obispo Auxiliar de Brooklyn y Obispo titular de Deultum por el Papa Juan Pablo II. Recibió su consagración en el siguiente 22 de agosto de obispo Thomas Daily, con los obispos Joseph Sullivan y René Valero, sirviendo como co-consagrantes, en la Basílica de Nuestra Señora del Perpetuo Socorro.
Fue Catanello participación en las actividades interreligiosas y ecuménicas durante una década como presidente de la Comisión Diocesana Ecuménica que lo preparó para ser designado como asesor de la Conferencia Estadounidense de Obispos Católicos Subcomité sobre el Diálogo Interreligioso. Su énfasis particular estaba en conversaciones entre católicos y musulmanes entre los líderes de ambas religiones que ministran en el este de Estados Unidos.
Catanello también se desempeñó como moderador episcopal de la Asociación Nacional de Sociedades santo nombre, con sede en Baltimore, Maryland.
Catanello fijó su residencia en la Parroquia de la Sagrada Familia, Flushing, Nueva York, en 1989 y fue nombrado como pastor en 2007. El 20 de septiembre de 2010, el Papa Benedicto XVI aceptó la renuncia de Catanello como un obispo activo, presentada por razones de salud. Al mismo tiempo, se retiró de la Parroquia de la Sagrada Familia con el título de emérito Pastor.
Catanello murió el 11 de marzo de 2013, y fue enterrado en la cripta de los obispos del Centro de la Inmaculada Concepción.